# 義大利島嶼

西西里島及薩丁尼亞島位置圖

西西里島在意大利的位置

萨丁尼亚島在意大利的位置

義大利島嶼是指隸屬於義大利領土，但不在義大利半島內的幾個小島，主要是由西西里島和薩丁尼亞島所組成。

## 地理
義大利島嶼所佔的面積大約是整個國家的六分之一，而所有的大小島嶼行政上面仍然是归属義大利半島管轄。
義大利島嶼當中最大的是西西里島（也是歐洲地中海最大的小島），而薩丁尼亞島則名列第二。平原一般限於整個地理區域，一般為縮小沿海地帶。唯一的例外是坎皮達諾在撒丁島和平原卡塔尼亞在西西里，範圍分別為1200平方公里，430平方公里，其餘的土地是丘陵（其實他們佔有70％的領土），而主要結果是兩側的山外的意大利最大的山地和欧洲最高的活火山埃特纳火山。

## 總人口
義大利島嶼上的人口低於義大利全國各地平均人口水平，西西里島有504萬人，薩丁尼亞島則有167萬人。薩丁尼亞島也是意大利人口密度最低的地區。
| 名稱     | 人口   | 所屬區域   |
| -------- | ------ | ---------- |
| 巴勒莫   | 666552 | 西西里島   |
| 卡塔尼亞 | 301564 | 西西里島   |
| 墨西拿   | 245159 | 西西里島   |
| 卡利亞裡 | 159312 | 薩丁尼亞島 |
| 薩薩里   | 128635 | 薩丁尼亞島 |
| 錫拉庫薩 | 123324 | 西西里島   |